# جيف ليبي
جيف ليبي (بالإنجليزية: Jeff Libby)‏ هو لاعب هوكي الجليد أمريكي، ولد في 1 مارس 1974 في ووترفيل في الولايات المتحدة.

## وصلات خارجية
- جيف ليبي على موقع دوري الهوكي الوطني (الإنجليزية)
- جيف ليبي على موقع قاعة مشاهير الهوكي (لاعب أن.إتش.أل) (الإنجليزية)
- جيف ليبي على موقع EliteProspects.com (الإنجليزية)
- جيف ليبي على موقع HockeyDB.com (الإنجليزية)
- جيف ليبي على موقع Hockey-Reference.com (الإنجليزية)